# Quercus petraea
Quercus petraea là một loài thực vật có hoa trong họ Cử. Loài này được (Matt.) Liebl. miêu tả khoa học đầu tiên năm 1784.

## Hình ảnh

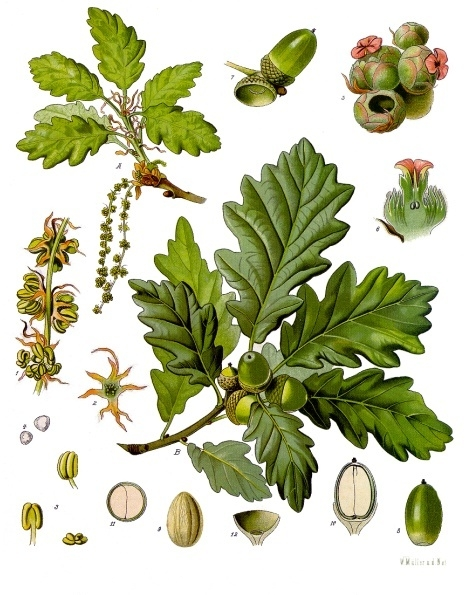
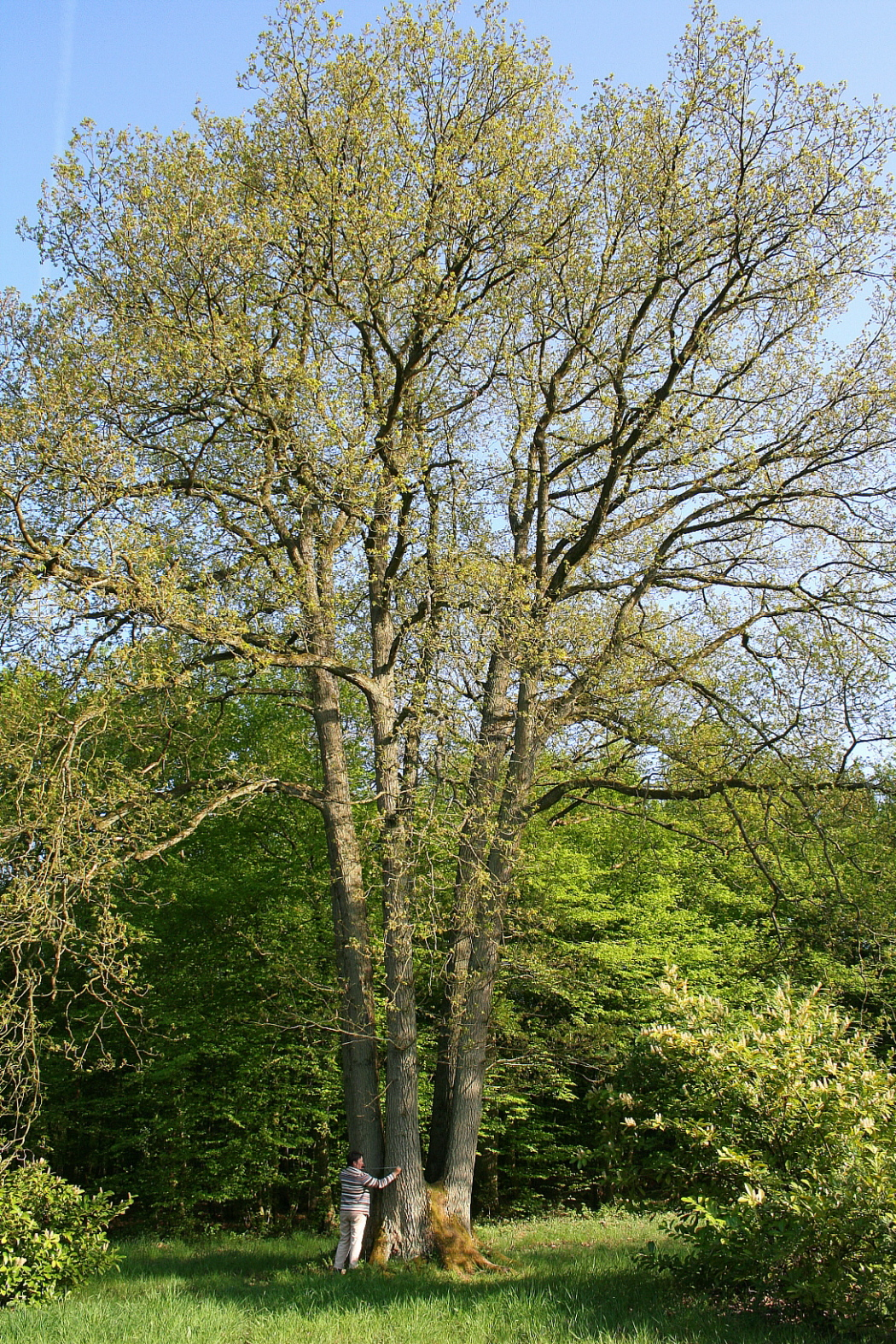
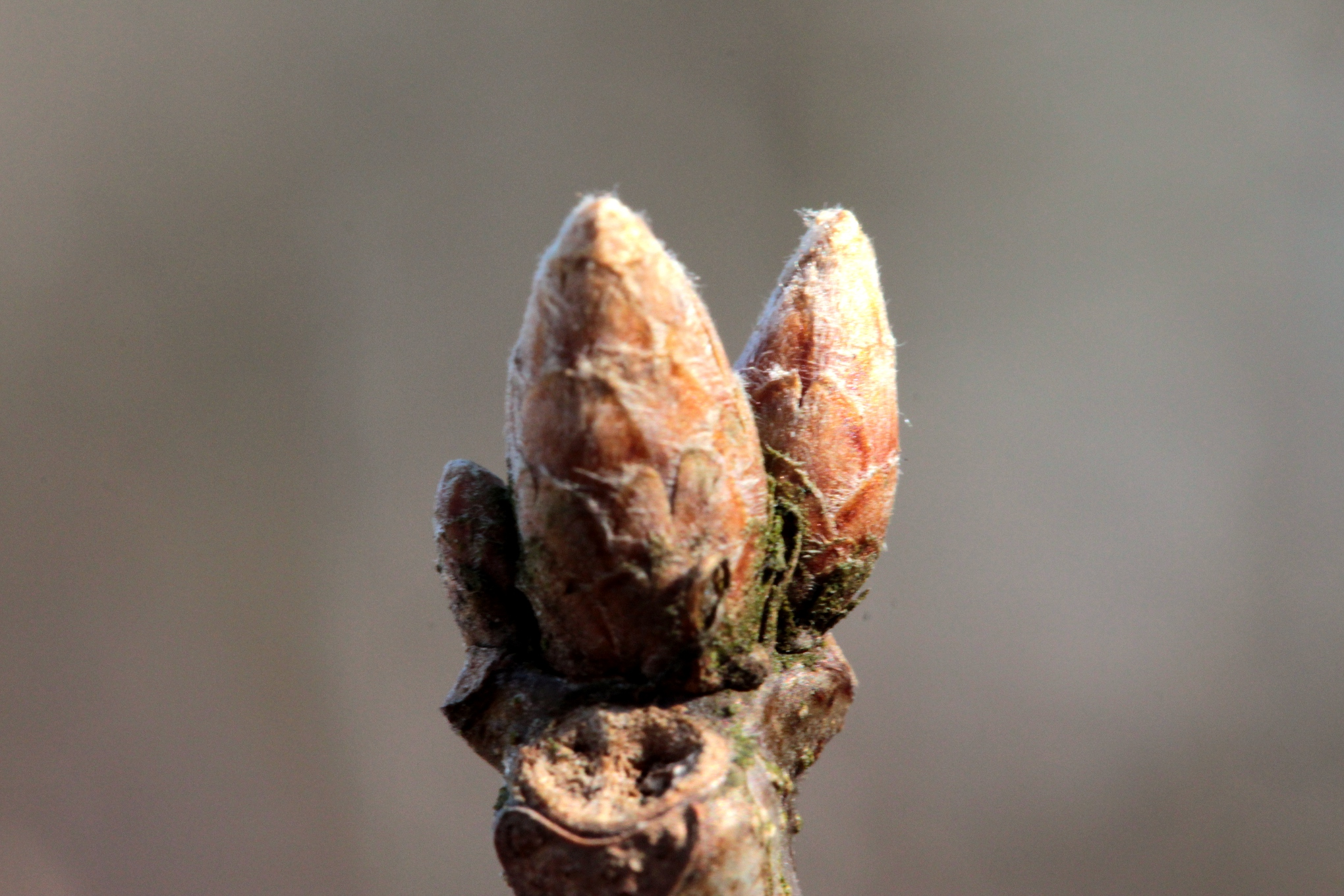
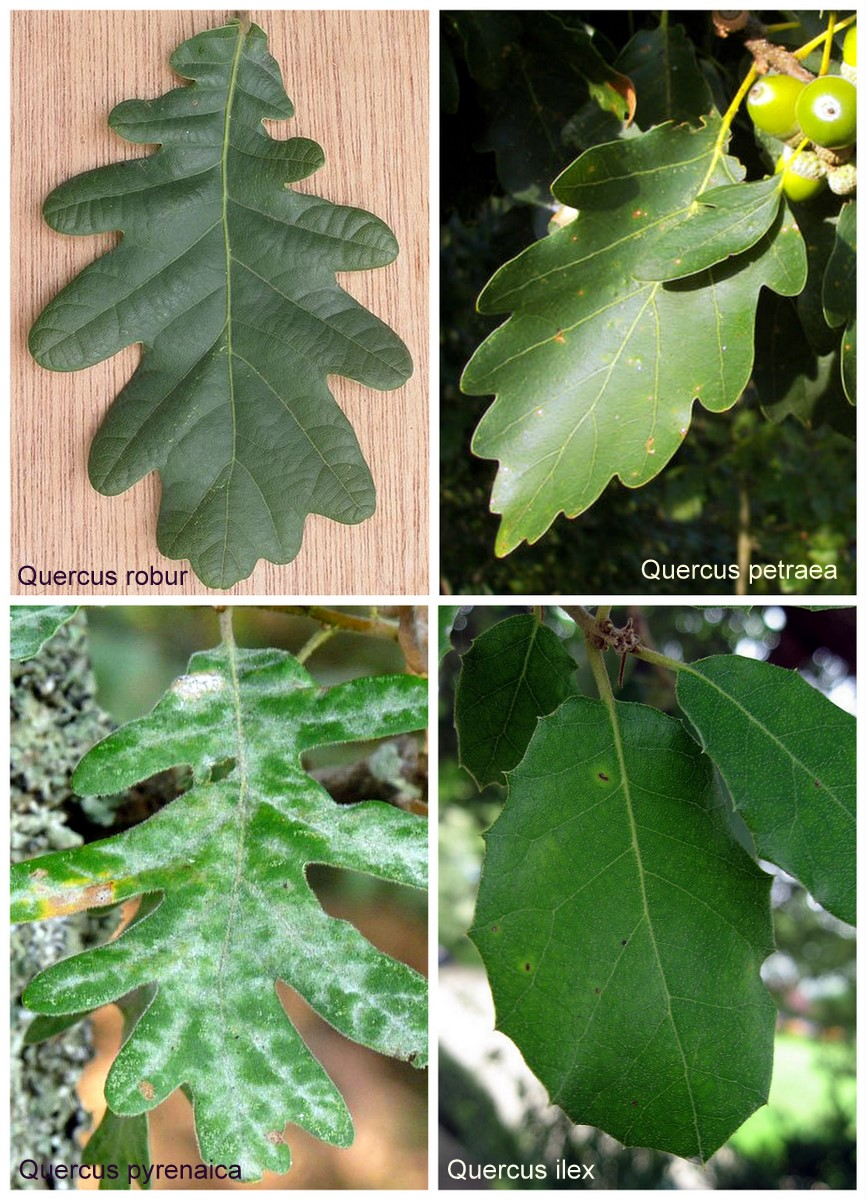